# Federación Estatal de Foros por la Memoria
La Federación Estatal de Foros por la Memoria es una organización española de izquierdas y abierta fundada en 2002 que tiene por objetivo la localización, señalización y excavación de fosas comunes para devolver los restos mortales de los caídos a las familias que así lo deseen, la ayuda y el reconocimiento a expresos, represaliados, exiliados, excombatientes, exguerrilleros y a sus familiares, así como la organización de actos de divulgación y homenajes a todos los que sufrieron como consecuencia del golpe de Estado del 18 de julio de 1936, para la recuperación de la memoria para llegar a la verdad de lo ocurrido y que la sociedad "pueda mirar al futuro sin complejos y sin más mentiras".